# Viburnum hondurense
Espèce
Statut de conservation UICN

 CR C2a : 
En danger critique
Viburnum hondurense est une espèce de plantes de la famille des Viburnaceae.

## Publication originale
- Publications of the Field Museum of Natural History, Botanical Series 23(2): 91–92. 1944. (14 Feb 1944)